# Gonaxia intercalata
Gonaxia intercalata is een hydroïdpoliep uit de familie Sertulariidae. De poliep komt uit het geslacht Gonaxia. Gonaxia intercalata werd in 2003 voor het eerst wetenschappelijk beschreven door Vervoort & Watson. 